# 宮浦正行
宮浦 正行（みやうら まさゆき、1952年11月20日 - ）とは、大井競馬場所属の元騎手、元調教師である。佐賀競馬場所属の川田孝好調教師は義弟、中央競馬の川田将雅騎手は甥。
騎手時代の勝負服の柄は胴青・白星散、袖赤。名馬ハツシバオーやイナリワンなどの主戦騎手として活躍した。

## 来歴

### 騎手時代
1969年3月31日付けで地方競馬騎手免許を取得し、中野要厩舎から騎手デビュー。1969年4月10日大井競馬第4競走エイトマンナで初騎乗（11頭立て4着）。同年6月17日大井競馬第3競走キミトミで初勝利（8頭立て）。
1996年9月28日5回中山7日目第11競走第1回ユニコーンステークスでセントリックに騎乗し、中央競馬初騎乗（14頭立て6番人気5着）。
1998年10月13日地方競馬通算1000勝達成。
大山末治厩舎、田中康弘厩舎を経て最後は秋吉和美厩舎に所属した。
東京都騎手会会長、全日本騎手連盟会長を歴任したが調教師転身のため、2003年5月31日付けで騎手引退。
地方通算成績は10058戦1132勝・2着1118回・3着951回・勝率11.3%・連対率22.4%。JRA通算1戦0勝。

### 調教師時代
2003年6月1日付けで調教師免許取得。2003年9月16日付けで大井競馬場本場に開業。当初割当は10馬房。
2003年9月27日大井競馬第4競走3歳一般戦に堀千亜樹騎乗パレスゴールドが出走し、管理馬初出走（13頭立て7番人気6着）。
2003年12月28日大井競馬第3競走C3三組条件戦を堀千亜樹騎乗5番人気ジーワンレディーで勝利し、開業31戦目で初勝利。
2022年9月13日をもって調教師を引退。

## 主な騎乗馬
- ハツシバオー（東京大賞典、東京ダービー、羽田盃、東京王冠賞、東京記念、京浜盃）
- イナリワン（東京大賞典、東京王冠賞、東京湾カップ）
- トミアルコ（ダービーグランプリ、東京3歳優駿牝馬）
- セントリック（東京ダービー、東京シティ盃）
- カツラギセンプー（全日本アラブ大賞典）
- シナノエンペリー（東京3歳優駿牝馬）
- ケイワンホマレ（アラブ王冠賞）
- ナスノダンデー（青雲賞、京浜盃）
- アキノオー（黒潮盃）
- リツリンサカエ（青雲賞）
- タカシマリーガル（青雲賞）
- ゴールドヘイロー

出典:

## 主な管理馬
- デイジーギャル（2012年ローレル賞）
- キットピーク（2014年戸塚記念）

出典: